# احتجاجات عاشوراء
احتجاجات عاشوراء  عبارة عن مجموعة من المظاهرات التي خرجت في 27 ديسمبر 2009 في إيران اعتراضًا على نتيجة الانتخابات الرئاسية الإيرانية عام 2009، التي ادعى المتظاهرون أنها مزورة. وكانت المظاهرات جزءًا من احتجاجات الانتخابات الإيرانية 2009؛ حيث كانت الأكبر منذ يونيو. وفي ديسمبر 2009، شهد المحتجون تصاعدًا في وتيرة العنف. فقد فتحت قوات الأمن التابعة لـالحكومة الإيرانية النار على المحتجين في اليوم الديني لدى الشيعة يوم عاشوراء، وهو يوم «يرمز إلى العدالة» ويحرّم خلاله ارتكاب أي أعمال عنف.

## الخلفية التاريخية
تسببت التجاوزات التي وقعت خلال الانتخابات الرئاسية الإيرانية عام 2009 في الشعور بالاستياء وسط الكثير من الإيرانيين. وبالرغم من أن الاحتجاجات التي خرجت كانت في معظمها سلمية، فقد اندلعت بعض أعمال العنف التي تسببت في وقوع اشتباكات بين قوات الأمن والمحتجين، في حين احتجز بعض المعارضين السياسيين الذين يعبرون عن آرائهم بجراءة.
ومع ذلك، لم تثنِ هذه الاعتقالات المعارضين عن انتقاد الحكومة علانيةً؛ مما نتج عنه خروج المزيد من الاحتجاجات في ديسمبر 2009. وفي يوم 19 ديسمبر 2009، مات آية الله الكبرى حسين على المنتظري الذي أصبح «زعيمًا روحيًا» للمعارضة. وشيعت جنازة المنتظري في 21 ديسمبر في مدينة قم وحضرتها حشود كبيرة ووقعت اشتباكات بين قوات الأمن والمعزيين، وهو ما تسبب في خروج المزيد من المظاهرات في قم وأصفهان. وفي يوم 26 ديسمبر، قامت قوات الباسيج شبه العسكرية التابعة لـالحرس الثوري الإيراني باقتحام مسجد في طهران حيث كان يخطب العالم والرئيس السابق محمد خاتمي. وتبع ذلك استمرار الاشتباكات في طهران حيث قدرت الشبكة الإخبارية الناقدة جرس، أن حوالي ثمانية إلى عشرة أشخاص قتلوا.
قبل عاشوراء، صرّح آية الله كديور بأنه لم يستطع «استبعاد احتمال» تدخل الدولة لوقف الاحتجاجات المخططة.

## الأحداث

### الاحتجاجات
في يوم 27 ديسمبر، استمرت المظاهرات في عدة مدن حتى يوم عاشوراء الذي يمثل ذروة محرم[ ؟ ]، شهر النواح. تجمع المحتجون في طهران «من ميدان الإمام الحسين حتى ميدان الحرية»، «من الشرق إلى الغرب على طول شارع الثورة»، وفي هذا اليوم «انقلبت الرموز الدينية والسياسية للنظام الإسلامي في إيران رأسًا على عقب». فقد قام المحتجون بحركة رمزية أخرى - «رحلة رمزية من ميدان مسمى على اسم بطله الأكثر احترامًا إلى تمثال معبر عن الحرية، على طول شارع يسمى الثورة.»
كان سيد علي موسوي، الذي يبلغ 35 عامًا وابن أخ مير حسين موسوي ضمن من قتلوا في أحداث العنف. ولاحقًا، تم الإبلاغ عن اختفاء جثته، وهو ما يجعل إمكانية دفنه سريعًا مستحيلة، بينما أشارت مصادر حكومية إلى أنه تم تشريح الجثة. ودفن موسوي في 30 ديسمبر.
وقعت احتجاجات مماثلة في مدن إيرانية أخرى، من بينها أصفهان ونجف آباد وشيراز ومشهد[ ؟ ] وآراك[ ؟ ] وتبريز وبابل وأردبيل وأرومية. وذكرت التقارير مقتل أربعة أشخاص في تبريز في شمال غرب إيران في يوم 27 ديسمبر وشخص واحد في مدينة شيراز في جنوب إيران. وفرضت الحكومة الإيرانية قيودًا شديدة على تغطية وسائل الإعلام الدولية للأحداث.
في البداية، أنكرت وسائل الإعلام الخاضعة لسيطرة الحكومة وقوع أي قتلى، مع أنها أشارت في يوم 28 ديسمبر إلى سقوط 15 قتيلاً، من بينهم عشرة «إرهابيين مشهورين معادين للثورة». ووفقًا للوكالة الإخبارية الرسمية لدولة إيران، فقد صرّحت خدمات الأمن في طهران أن [المحتجين المعارضين للحكومة] «أضرموا النيران في تسعة مبانٍ سكنية و9 سيارات و7 محال تجارية وبنكين و3 محطات بنزين». وفي 30 ديسمبر، أخرجت الحكومة ونظمت مسيرات مضادة في العديد من المدن، من بينها طهران وقم وشيراز وأصفهان تدعو إلى قتل المحتجين، مع منح موظفي الحكومة ذلك اليوم إجازة من العمل للمشاركة في المظاهرات.

### العنف
فتحت قوات الأمن النار على المحتجين في يوم عاشوراء الديني لدى الشيعة، وهو يوم «يرمز إلى العدالة» ويحرّم خلاله ارتكاب أي أعمال عنف. في البداية، أنكرت قوات الأمن التقارير الواردة عن وقوع قتلى وصرّح قائد الأمن الداخلي عزيز الله رجب زاده، أن الشرطة لم تكن مسلحة، ولكن اعترف التليفزيون فيما بعد بوقوع وفيات. وبالرغم من إنكار المصادر الرسمية الإيرانية تورط قوات الأمن في قتل المحتجين، فقد عرض أحد مقاطع الفيديو غير المحترفة تعمد سيارة الأمن دهس المحتجين. وذكر دليل آخر أن قوات الأمن كانت تحمل أسلحة وأطلقت النار على المحتجين، من بينها مقطع فيديو غير محترف لرجل أمن بملابس مدنية يصوب مباشرةً على المحتجين.
أعلنت الحكومة الإيرانية عن حدوث أعمال تخريب، حيث صرّحت خدمات الأمن في طهران أن القوات المعادية للحكومة «أضرمت النيران في تسعة مبانٍ سكنية و9 سيارات و7 محال تجارية وبنكين و3 محطات بنزين».

### الاعتقالات
كان من بين الآلاف الذين اعتقلوا في تداعيات مظاهرات عاشوراء محامون وصحفيون وموظفون وسياسيون بارزون، بالإضافة إلى أقارب نشطاء حقوقيين معروفين وسياسيين إصلاحيين. وفيما يلي بعض الأشخاص البارزين الذين قبض عليهم في تداعيات الاحتجاجات:
- إبراهيم اليزدي، أمين عام حركة حرية إيران. وذكر أيضًا إلقاء القبض على ابنة أخ اليزدي ليلى توسلي.[19]
- عدد من كبار مساعدي موسوي، من بينهم علي رضا بهشتي، مدير تحرير الموقع الرسمي لموسوي[20] وقربان بهزاديان نجاد، مدير حملة موسوي ومحمد باجريان وعلي فروزنده، رئيس أركان موسوي. هذا بالإضافة إلى اعتقال شقيق زوجة موسوي شهبور كاظمي.[21][22]
- أعلنت المحامية الفائزة بجائزة نوبل شيرين عبادي اعتقال شقيقتها نوشين عبادي في محاولة واضحة لإسكات شيرين المقيمة بالخارج.[23] وقد كتبت شيرين تصريحًا بعد اعتقال أختها ذكرت فيه: «من المهم الانتباه إلى أن شقيقتي ليس لديها نشاط سياسي وليست عضوة في أي منظمة حقوقية. يبدو أن جريمتها الوحيدة هي أنها شقيقتي واعتقالها ليس أكثر من ابتزاز سياسي ومحاولة للضغط. هذه طريقة أخرى تتبعها السلطات الإيرانية لوقف نشاطي.»[24]
- حشمت الله طبرزادي، صحفي إيراني وناشط ديمقراطي متمرس.
- عماد الدين باغي، ناشط حقوقي وصحفي بارز ورئيس جمعية الدفاع عن حقوق السجناء.[25] وأخبر باغي أسرته أكثر من مرة عند اعتقاله بأنه "سيكون قويًا في السجن ويقاوم ضغط [المتطرفين]". ورد الضابط الذي كان يقبض عليه: إنه [باغي] لن يعيش طويلاً حتى يقاوم."
- الصحافيون ما شاء الله شمس الواعظين[26] ورضا الباشا[27] وبدر السادات مفيدي ومحمد جواد صابري ونسرين وزيري وكيوان مهرجان ورضا تاجيك[11] ومصطفى عزتي ومرتضى كاظميان.
- منصورة شجاعي، ناشطة في حقوق المرأة ومؤسسة مشاركة في حملة المليون توقيع.
- مرتضى حاجي، وزير سابق وأحد مساعدي الخاتمي،[28] بالإضافة إلى نائب حاجي رضا رسولي. وألقي القبض أيضًا على حسن رسول، أحد مساعدي خاتمي ونائب مدير معهد باران.[29]
- النشطاء السياسيون مصطفى اليزيدي ومحمد رضا طاهري وحشمت الله الطبري.
- مهدي عرب شاهي، الأمين العام لمكتب توطيد الوحدة، أهم منظمة في إيران للطلاب الجامعيين ورشيد إسماعيلي العضو في اللجنة المركزية لمكتب توطيد الوحدة.
- زهرة بهرامي، مواطنة تحمل الجنسيتين الهولندية والإيرانية، أعدمت في يناير 2011 لاتهامها بتهريب المخدرات.[30][31]

## المحاكمات
قدم العديدون للمحاكمة بسبب مشاركتهم في الاحتجاجات. واتهم شخص واحد على الأقل من المعتقلين الذين لهم علاقة بالاحتجاجات، وهو المحاضر الجامعي عبد الرضا قنبري الذي يقيم في مدينة باكدشت، بـ«المحاربة» (مصطلح إسلامي يعني «الحرب ضد الله») وحكم عليه بالإعدام.

## ردود الفعل الدولية
أدانت حكومات كندا وفرنسا وألمانيا والمملكة المتحدة والولايات المتحدة العنف. وانتقد الرئيس الأمريكي باراك أوباما صراحةً الإجراءات العنيفة التي مارستها الحكومة الإيرانية ضد المحتجين في خطاب وأعلن أن «قرار قيادات إيران الحكم عن طريق الخوف والاستبداد لن يستمر». وأعرب وزير خارجية روسيا عن قلقه إزاء أحداث العنف. وشجعت ردود الفعل هذه على «المصالحة على أساس قانوني، وكذلك القيام بجهود سياسية لتفادي تصاعد المواجهة».
وأدانت فنزويلا ما أسمته تدخل الحكومات الغربية في الشأن الداخلي الإيراني.

## الشعارات
نظرًا لتزامن الاحتجاجات مع يوم عاشوراء، اليوم الذي يحيي فيه الشيعة ذكرى مقتل الإمام الحسين بن علي، الإمام الثالث الذي قتل عطشانا بأوامر من الخليفة الأموي يزيد الأول، فقد عمد المحتجون إلى مزج رسالتهم السياسية بالرسالة الدينية ليوم عاشوراء في هذا الاحتجاج. واستبدلوا الشعارات المناهضة للحكومة بشعارات مناحة وحزن قديمة على مقتل الإمام الحسين.
- «هذا شهر الدم. وليسقط الدكتاتور»[8] وشبه المحتجون آية الله الخامنئي بـيزيد الأول، الخليفة الأموي الذي أمر بقتل الإمام الحسين.[12]
- «الموت للدكتاتور»[8]
- «الموت للخامنئي»[10]

## وصلات خارجية
- Five pictures of demonstrations from Spiegel.de – Descriptions are in German
- Street fighting pictures by Foxnews – Attention: The pictures are very disturbing!
- Videos on BBC